# Carlos Real (Durango)
Carlos Real es una localidad del estado mexicano de Durango. Es parte del municipio de Lerdo.

## Toponimia
El nombre de la localidad rinde homenaje a Carlos Real Félix, gobernador de Durango de 1933 a 1935.

## Demografía
| Gráfica de evolución demográfica |
|                                  |

| Censo | Población |
| ----- | --------- |
| 1940  | 443       |
| 1950  | 434       |
| 1960  | 788       |
| 1970  | 1 043     |
| 1980  | 747       |
| 1990  | 1 752     |
| 2000  | 2 305     |
| 2010  | 3 021     |
| 2020  | 3 046     |